# 韦克瑟尔堡
韦克瑟尔堡（德語：Wechselburg）是德国萨克森州的市镇，隶属于中萨克森县。总面积为25.66平方千米，截至2023年12月31日总人口为1,743人。